# Hoya balaensis
Hoya balaensis är en oleanderväxtart som beskrevs av Kidyoo och Thaithong. Hoya balaensis ingår i släktet Hoya och familjen oleanderväxter. Inga underarter finns listade i Catalogue of Life.